# Ивантер, Эрнест Викторович
Эрне́ст Ви́кторович Ива́нтер (род. 15 ноября 1935, Москва) — советский и российский учёный-зоолог и эколог, доктор биологических наук, профессор, член-корреспондент Российской академии наук,  вице-президент Териологического общества.
Главными направлениями научной деятельности являются экология, биоценология, морфофизиология и эволюционная экология животных.

## Биография
Сын журналиста и редактора Виктора Семёновича Ивантера (1904—2000) и детского библиотекаря Ирины Филипповны Рысс (1907—1994). Брат-близнец — Виктор Ивантер, экономист, академик РАН. Отец работал в Центральном научно-исследовательском институте информации и технико-экономических исследований по лесной, целлюлозно-бумажной, деревообрабатывающей промышленности и лесному хозяйству. В начале Великой Отечественной войны семья была эвакуирована в Киров.
В 1955 году окончил охотоведческое отделение Московского пушно-мехового института.
В 1958 году окончил с отличием зоотехнический факультет Московской сельскохозяйственной академии имени К. А. Тимирязева, и там же аспирантуру при кафедре зоологии и дарвинизма.
В 1958—1960 годах работал зоологом в заповеднике «Кивач», в 1960—1963 годах — младший научный сотрудник в лаборатории зоологии Института биологии Карельского научного центра РАН.
В 1965 году защитил в МСХА кандидатскую диссертацию «Фауна охотничьих животных Карелии, её реконструкция и использование» (научный руководитель Б. А. Кузнецов).
В 1965 году начал работать на кафедре зоологии и дарвинизма Петрозаводского государственного университета. В 1975 году защитил докторскую диссертацию «Популяционная экология мелких млекопитающих таежного Северо-Запада СССР» в Институте экологии растений и животных Уральского отделения АН СССР.
В 1986 году становится заведующим кафедрой зоологии и экологии, в 1987 году избран деканом биологического факультета Петрозаводского государственного университета.
С 2000 года — декан эколого-биологического факультета Петрозаводского государственного университета.
Почётный член териологического общества Финляндии и зоологических обществ США, Германии, Польши. Член редколлегии «Зоологического журнала» и журнала «Экология».

## Научные труды
Автор более 400 публикаций, в том числе 22 монографий, 12 учебных пособий и учебников, 14 научно-популярных книг о животном мире и природе Русского Севера.
- Ивантер Э. В. Охотничьи богатства северных лесов. — Петрозаводск, 1967.
- Ивантер Э. В. Популяционная экология мелких млекопитающих таежного Северо-Запада СССР / Отв. ред. С. С. Шварц. — Л.: Наука, 1975. — 246 с.
- Ивантер Э. В. Общая зоогеография: Избранные лекции. — Петрозаводск, 1993.
- Ивантер Э. В. Млекопитающие. — Петрозаводск, 2001. — 209 с.
- Ивантер Э. В., Макаров А. М. Территориальная экология землероек-бурозубок (Insectivora, Sorex). — Петрозаводск: Изд-во ПетрГУ, 2001. — 271 с. — ISBN 5-8021-0130-X.
- Ивантер Э. В. Земноводные и пресмыкающиеся. — Петрозаводск, 2002. — 153 с.
- Ивантер Э. В. Птицы. — Петрозаводск, 2002. — 284 с.
- Ивантер Э. В. Рыбы. — Петрозаводск, 2004. — 171 с.
- Ивантер Э. В., Медведев Н. В. Экологическая токсикология природных популяций птиц и млекопитающих Севера. — М.: Наука, 2007. — 229 с. — ISBN 978-5-02-035897-3.
- Ивантер Э. В., Моисеева В. П., Моисеева Е. А. Экологический мониторинг сточных вод сульфат-целлюлозного производства: Опыт водно-токсикологического биотестирования. — Петрозаводск: Изд-во ПетрГУ, 2007. — 270 с. — ISBN 978-5-8021-0629-7.
- Ивантер Э. В. Размышления о некоторых проблемах современной прикладной экологии. — Петрозаводск: Изд-во ПетрГУ, 2015. — 109 с. — ISBN 978-5-8021-2484-0.
- Ивантер Э. В. Очерки популяционной экологии мелких млекопитающих на северной периферии ареала. — М.: Т-во науч. изд. КМК, 2018. — 770 с. — ISBN 978-5-907099-44-9.

## Награды и звания
- Орден Почёта (2005) — за большие заслуги в области образования и науки[10].
- Заслуженный деятель науки Карельской АССР (1990)
- Заслуженный деятель науки Российской Федерации (1997) — за заслуги в научной деятельности[11].
- Почётный работник высшего профессионального образования Российской Федерации.